# Оливера Лазаревич
Деспина Оливера Лазаревич (1373 – 1444) е най-малката дъщеря на сръбския княз Лазар и княгиня Милица. След Косовската битка е дадена в харема на Баязид I, като гаранция за мир, където прекарва общо дванадесет години. Попада в плен с Баязид на Тимур след битката при Ангора.
Ако се приеме, че легендарният Юг Богдан (според фолклорните сведения – баща на княгиня Милица) е братът на Йоан Оливер, то младата деспина и сестра на Стефан Лазаревич може би носи фамилното име на майка си, още повече, че деспот Йоан Оливер също е имал дъщеря, носеща името Оливера. Тя се връща от плен в Азия в Моравското деспотство през пролетта 1403 г. и живее в двора на брат си деспот Стефан – по-точно в Белград. Деспина Оливера не е женена повторно и няма данни да е имала потомци. За последен път се споменава в документи от 1443 г. Смята се, че тя умира след 1444 г., но не се знае къде е погребана.
Оливера е персонаж на многобройни легенди с афористичен характер, като тази, че служела като столче за облегалка на престарелия Тимур, който се изправял облегнат на нея, и след като съпругът ѝ Баязид бил лъснал чепика на господаря на Вавилон и Персия. Тази унизителна процедура се налагало да бъде изпълнявана всяка сутрин, поради обстоятелството, че тя била любимата жена на Баязид Светкавицата, който загубил битката при Ангора – и в знак на памет за непокорството на Баязид към владетеля на Азия.